# أودري برغوت
أودري برغوت (بالفرنسية: Audrey Bergot)‏ مواليد 1 فبراير 1985 في ليل، هي لاعبة كرة مضرب فرنسية بدأت مسيرتها كمحترفة سنة 2002. أعلى تصنيف لها في الفردي كان المركز الـ 224 في سنة 2011. أعلى تصنيف لها في الزوجي كان المركز الـ 289 في سنة 2011.

## روابط خارجية
- أودري برغوت على موقع رابطة محترفات التنس (الإنجليزية)
- أودري برغوت على موقع الاتحاد الدولي لكرة المضرب (الإنجليزية)
- أودري برغوت على موقع إي إس بي إن.كوم (الإنجليزية)